# 弗盧姆斯

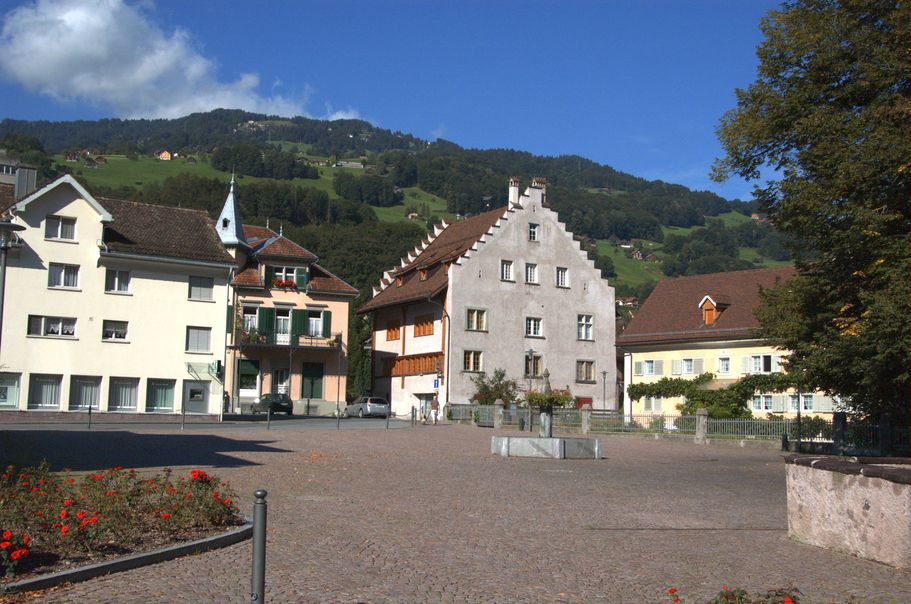

弗盧姆斯是瑞士的城鎮，位於該國東北部，由聖加侖州負責管轄，面積75.1平方公里，海拔高度453米，2011年人口4,861，七成人口信奉羅馬天主教，人口密度每平方公里65人。